# Trachylepis adamastor
Pour les articles homonymes, voir Adamastor.
Espèce
Trachylepis adamastor est une espèce de sauriens, de la famille des Scincidae.

## Répartition
Cette espèce est endémique de l'île de Tinhosa Grande dans l'archipel de Sao Tomé-et-Principe.

## Étymologie
Cette espèce est nommée en référence à Adamastor.

## Publication originale
- Ceriaco, 2015 : Lost in the middle of the sea, found in the back of the shelf: A new giant species of Trachylepis (Squamata: Scincidae) from Tinhosa Grande islet, Gulf of Guinea. Zootaxa no 3973 (3), p. 511–527.